# Buenos Aires (Schiff, 1895)
Der Geschützte Kreuzer ARA Buenos Aires der argentinischen Marine war der dritte Kreuzer, den diese bei Armstrong, Mitchell & Co erwarb. Mit drei neuen Kreuzern bis 1896 war Argentinien einer der stärksten Nutzer des sogenannten Elswick-Kreuzers, bevor es sich vorrangig der Beschaffung von Panzerkreuzern der Garibaldi-Klasse aus italienischer Produktion zuwandte.
Die Buenos Aires kehrte wieder zu einem einzelnen schweren Bug- und Heckgeschütz zurück, hatte vier 152-mm-Schnellfeuergeschütze, als Endgeschütze der Seitenbatterien, die auch für das Bug- und Heckfeuer eingesetzt werden konnten, und zwischen den 152-mm-Geschützen an den Seiten noch je drei 120-mm-Schnellfeuergeschütze. Sie war der größte der sogenannten Elswick-Kreuzer und blieb bis 1932 im Dienst der argentinischen Marine.

## Baugeschichte
Die Baunummer 612, die spätere Buenos Aires, wurde nach einer Entscheidung der Firmenführung im Februar 1892 nach dem Verkauf der Blanco Enclada an Chile als Spekulationsschiff begonnen, um die Facharbeiter beschäftigt zu halten. Am 27. November 1892 wurde das im Bau befindliche Schiff an Argentinien zum Preis von 383.000 £ verkauft. Sie hatte einen Stahlrumpf, der mit Teakholz und Kupferbeschlag für einen Tropeneinsatz optimiert war.
Am 10. Mai 1895 wurde die „Buenos Aires“ von der Ehefrau des Kommodore D. Martín Rivadavia getauft, der schon Kommandant der bei vorausgehende argentinischen Elswick-Kreuzer Veinticinco de Mayo und Nueve de Julio gewesen war und derzeit die argentinische Bauaufsicht in Europa leitete, die auch die ersten Ankäufe von Panzerkreuzern in Italien tätigte.

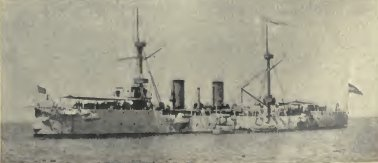
Kreuzer Veinticinco de Mayo

Der neue Kreuzer war mit 129,2 m Länge erheblich größer als seine Vorgänger, hatte auch zwei Schornsteine und zwei mit Gefechtsmarsen versehene Masten. Der Freibord war erheblich höher als beiden den beiden ersten Kreuzern.
Ihre beiden vierzylindrigen Dampfmaschinen lieferten 14.000 PS bei natürlichem Zug und ermöglichten bei den Abnahmetests 23,2 kn über zwölf Stunden. Ob der Kreuzer bei künstlichem Zug tatsächlich 17.000 PS leistete, wurde nicht getestet. Die starke Belastung der Kessel durch dieses Verfahren schloss einen häufigen Einsatz bei den südamerikanischen Marinen weitgehend aus, da sie nicht über entsprechende Instandsetzungseinrichtungen verfügten. Die Kesselausrüstung bestand aus vier Doppelender- und vier einfachen Zylinderkesseln.

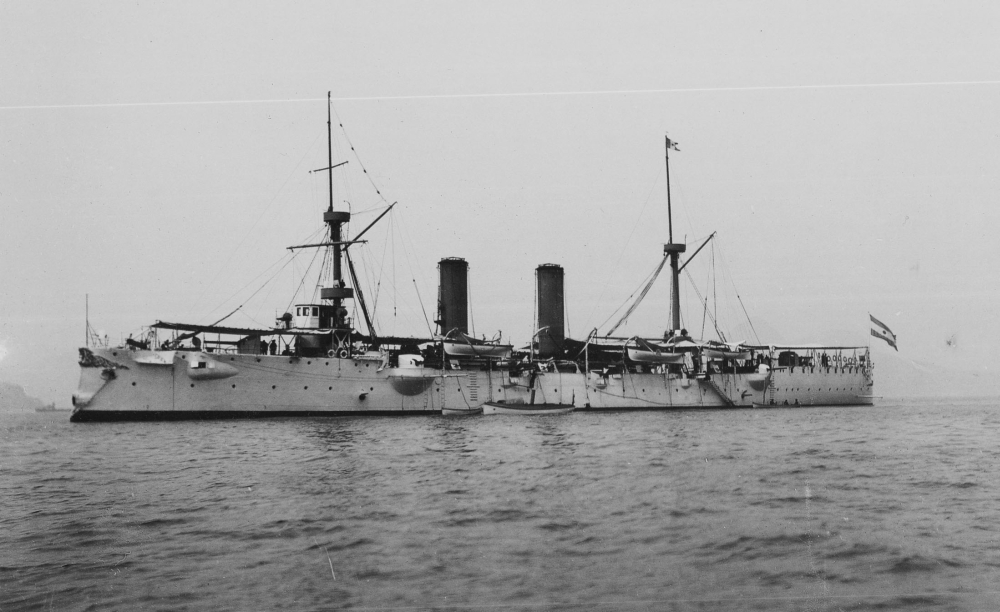
Der Kreuzer Nueve de Julio

Bei der Bewaffnung verfügte die Buenos Aires über eine sehr starke Armierung mit moderneren Geschützen als die beiden Vorläufer. Sie hatte wieder ein schweres Bug- und Heckgeschütz mit zwei 203-mm-8-Zoll-L/45-Kanonen der Bauart Armstrong, die elektrisch gerichtet wurden. Dazu kamen vier 152-mm-6-Zoll-L/45-Armstrong-Schnellfeuergeschütze als Endgeschütze der Seitenbatterien, die auch für das Bug- und Heckfeuer eingesetzt werden konnten und zwischen den 152-mm-Geschützen an den Seiten noch je drei 120-mm-4,7-Zoll-L/45-Armstrong-Schnellfeuergeschütze.
Sechzehn 47-mm- und sechs 37-mm-Schnellfeuerkanonen vom Typ Hotchkiss, die Armstrong in Lizenz fertigte, waren auf dem Oberdeck verteilt und in den Gefechtsmarsen der beiden Maste installiert. Fünf Torpedorohre ergänzten die Bewaffnung, die über Wasser im Bug und seitlich eingebaut wurden.
Die Buenos Aires hatte ein gewölbtes Panzerdeck von 13 mm Stärke und bis zu 127 mm Stärke über den Maschinen.
Im November 1895 fanden die Abnahmetests statt. Wegen Zahlungsschwierigkeiten erfolgte die Überführung der Buenos Aires nach Argentinien erst im folgenden Frühjahr.

## Einsatzgeschichte

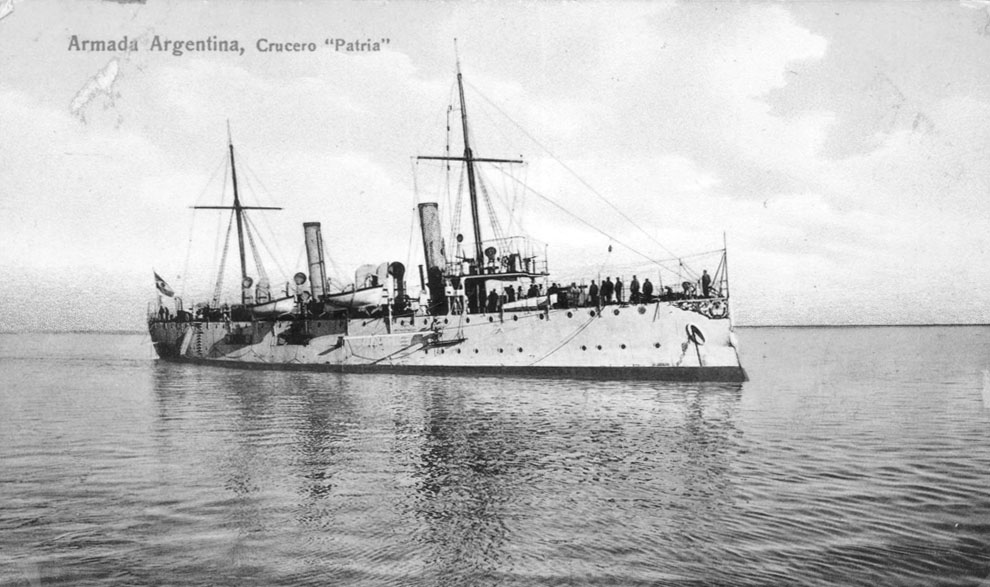
Die Patria

Mitte März 1896 verließ die Buenos Aires England nach Buenos Aires, wo sie am 29. April 1896 eintraf. Im Juni 1896 verlegte sie dann als Teil der 1. Division des operativen Geschwaders nach Süden bis zum Golfo Nuevo bei Puerto Madryn, wo sie mit den Kreuzer Veinticinco de Mayo, Nueve de Julio, dem Panzerschiff Almirante Brown, dem Küstenpanzerschiff Libertad und dem Leichten Kreuzer Patria zusammentraf.
1897 bildete Buenos Aires zusammen mit den Kreuzern Nueve de Julio und Veinticinco de Mayo und dem Torpedobootszerstörer Espora und dem Transporter Pampa die erste Division der Flotte. Sie führte Vermessungsaufgaben an der Küste von Chubut und am Río Santa Cruz aus. Im August kehrte sie nach Bahía Blanca zurück. Ähnliche Aufgaben folgten 1898. Bei Manövern umschifft die Buenos Aires erstmals das Kap Hoorn. Im August 1899 besuchte sie Rio de Janeiro mit dem Präsidenten der Republik, Julio Argentino Roca. Dann folgten Reisen in den Süden Argentiniens und hydrographische Aufgaben, wie die Vermessung des Mündungsgebietes des Río Chubut, die abgeschlossen wurde.

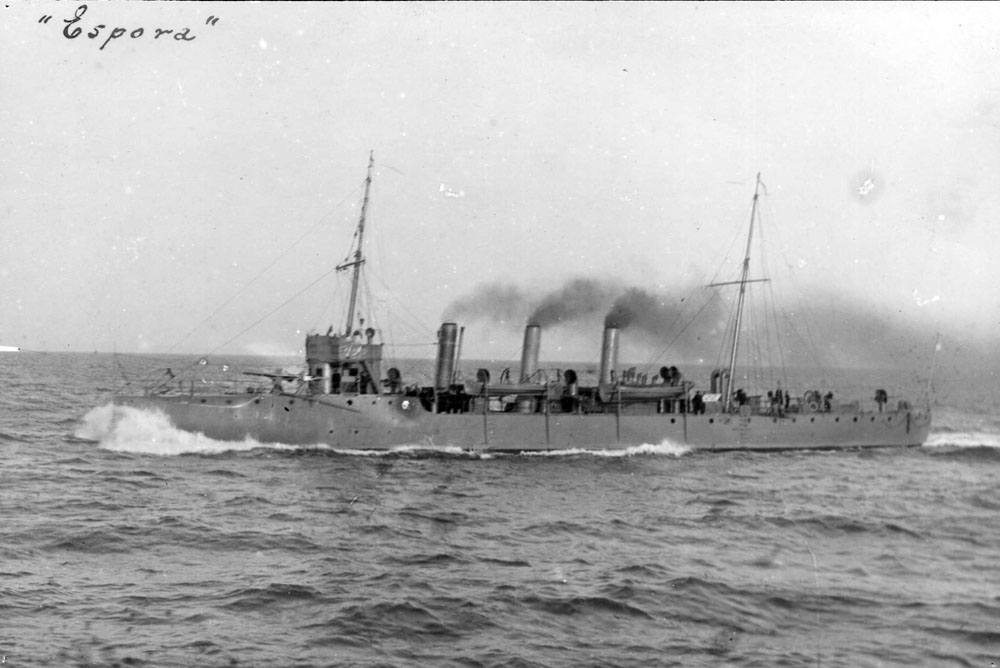
Die Espora

1900 wurden die Plätze für künftige Leuchttürme in Chubut, Isla Penguin und der Mündung des Río Santa Cruz bestimmt. Im September folgten Manöver mit den Kreuzern Nueve de Julio und Veinticinco de Mayo und weitere hydrographische Aufgaben. 1901 beteiligte sich die Buenos Aires an Manövern vor Bahía Blanca. Sie bringt dann den Präsidenten Argentiniens, General Julio Roca aus Puerto Belgrano mit einer Geschwindigkeit von 21 Knoten nach Buenos Aires. 1902 fanden die Flottenmanöver von Februar bis Mai zwischen Puerto Belgrano und dem Río de La Plata statten. Anschließend wurde erstmals die Besatzung der Buenos Aires reduziert. Im Januar 1903 kam sie für die Ausbildungsdivision wieder in Dienst, zu der auch die Kreuzer Nueve de Julio, Veinticinco de Mayo und als Reserve die Patagonia gehörten. Die Ausbildung wurde vor allem vor dem Río de La Plata betrieben. 1904 fanden überwiegend Instandsetzungsarbeiten am Kreuzer statt. Am 9. Oktober beobachtete der argentinische Präsident vom Kreuzer die Parade von 24 mobilisierten Torpedobooten, die mit 18 Knoten passierten und einen Wettkampf von Ruderbooten der Flotte. 1905 verblieb der Kreuzer meist untätig am La Plata.

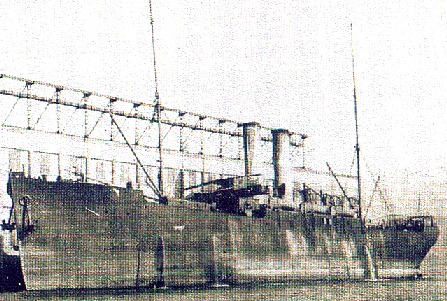
Die Pampa

1906 machte die Buenos Aires im April eine Reise nach Europa, wo ihre Artillerie in England überholt wird. Die Reise führte über brasilianische Häfen, darunter Rio de Janeiro. Am 15. August kehrte sie wieder nach Buenos Aires zurück. 1907 wurde sie ab Ende April wieder der Ausbildungsdivision zugeordnet, die neben ihr aus den Panzerkreuzern San Martin und General Belgrano bestand. 1908 führte sie mit der 2. Division der Flotte bis zum 10. Juni Manöver im Süden durch. Zur Division gehören noch die Kreuzer Nueve de Julio, Veinticinco de Mayo und Patria, die Pampa als Versorger und die Azopardo als Aufklärer. Nach dem Manöver diente die Buenos Aires als Ausbildungsschiff für Wehrpflichtige. 1909 wurde sie der 1. Division von April bis Juni zugeordnet und führte bei deren Manöver einen Scheinangriff auf Bahía Blanca durch. 1910 war sie ab Mitte Februar an den Flottenmanövern in Südargentinien beteiligt, um dann auch an der internationalen Flottenschau anlässlich des 100. Jahrestages der Gründung Argentiniens teilzunehmen. Der argentinische Präsident nahm mit der spanischen Prinzessin Isabella von Bourbon auf der Buenos Aires die Flottenparade ab. Ende Juli besuchte sie begleitet von der Patria mit dem Staatspräsidenten Dr. Roque Sáenz Peña Rio De Janeiro, wohin sie im November nochmals reiste. Darauf folgte eine weitere Fahrt mit dem Staatspräsidenten an Bord nach Ushuaia und zurück.
1911 wurde der Kreuzer mit einer Funkanlage ausgestattet und machte im Januar erneut eine Reise nach Ushuaia. Im Juni wurde er dann zu den Feierlichkeiten zur Thronbesteigung Georg V. nach Spithead entsandt. Auf dieser Flottenparade waren über 180 Schiffe anwesend und 17 ausländische Staaten waren vertreten. Unter den Gästen befanden sich auch weitere Elswick-Kreuzer wie das Schwesterschiff Hai Chi der chinesischen Marine, der letzte Elswick-Kreuzer Hamidiye der türkischen Marine und der letzte als Spekulationsbau von der Werft begonnene Kreuzer, die Chacabuco der Chilenischen Marine. Anschließend besuchte die Buenos Aires noch Boulogne-sur-Mer, wo der argentinische Unabhängigkeitskämpfer José de San Martín 1850 verstorben war, und am 25. August Montevideo zu Uruguays Nationalfeiertag. Zwischen Januar und April 1912 wurde der Kreuzer in der argentinischen Hauptstadt überholt und besuchte auch in diesem Jahr noch Montevideo und im November Rio de Janeiro. Er war bei Bedarf die Yacht des Staatspräsidenten und das Flaggschiff des Ausbildungsverbandes dem noch die beiden Kreuzer Nueve de Julio und Veinticinco de Mayo sowie das Flusskanonenboot Paraná angehörten und der meist in den Gewässern des Río de La Plata verblieb. Mit dem Landwirtschaftsminister reiste die Buenos Aires 1912 nach Comodoro Rivadavia.
Am 3. Februar 1913 besuchte der Staatspräsident zum hundertjährigen Jubiläum der Schlacht von San Lorenzo, der einzigen Schlacht die José de San Martín auf argentinischem Boden gewann, mit der Buenos Aires den Ort am Río Paraná. Es folgte im Mai eine weitere Reise mit dem Staatspräsidenten nach Montevideo, im August eine erneute Reise mit dem Landwirtschaftsminister nach Comodoro Rivadavia und im November eine Reise nach Rio de Janeiro zum Nationalfeiertag Brasiliens.
1914 war die Buenos Aires ein Schiff für besondere Aufgaben und nicht mehr der Ausbildungsdivision. Sie besuchte noch Montevideo (25. August) und Rio de Janeiro (7. September) zu den dortigen Nationalfeiertagen. Wegen des Ausbruchs des Ersten Weltkriegs machte sie dann noch zwei Fahrten in den Süden nach Chubut beziehungsweise Comodoro Rivadavia zur Kontrolle der Einhaltung der argentinischen Neutralität.
Anfang 1915 folgte eine weitere Kreuzfahrt in den Süden zur Überwachung der argentinischen Gewässer. Im März, Mai und August fanden aber auch Besuche von Montevideo statt.
1916 wurde die Buenos Aires nach Puerto Belgrano als neuem Heimathafen verlegt und besuchte mit der Flotte nur im Juli anlässlich der Hundertjahrfeier. Im Dezember 1916 transportierte sie ein Bataillon der argentinischen Armee nach Río Gallegos, um dort ein Streik und Aufstand zu unterdrücken.
1917 wurde der Kreuzer in Buenos Aires außer Dienst gestellt, wurde bis 1921 nur gewartet und blieb in der Reserven.
1922 war der Kreuzer Buenos Aires dann wieder einsatzbereit, wurde in Puerto Belgrano stationiert und besuchte regelmäßig Rio de Janeiro und die Hauptstadt Buenos Aires.
1924 reiste er mit Regierungsmitgliedern nach Comodoro Rivadavia und verschiedenen Häfen Patagoniens. Ende des Jahres übernahm er wieder Ausbildungsaufgaben, die vor allem in Südargentinien durchgeführt wurden. 1925 war sie im August/September in Bahía Blanca, als Edward, Prince of Wales, Argentinien mit der Repulse, Curlew und anderen Einheiten der Royal Navy besuchte.
Am 15. Februar 1926 begann die Buenos Aires eine Reise nach Spanien, um die Besatzung des Dornier Wals „Plus Ultra“ unter Ramón Franco nach ihrem Atlantikflug in die Heimat zurückzubringen. Über São Vicente (Kap Verde), Las Palmas de Gran Canaria, Huelva (5. April) erreichte sie den Guadalquivir und eröffnete mit den Atlantikfliegern und dem spanischen König Alfonso XIII. den Canal Alfonso XIII nach Sevilla. Am 6. April verlegte der Kreuzer nach Cádiz und am 19. weiter nach Cartagena. Die Rückreise erfolgte über Teneriffa und Bahia bis zum 21. Mai nach Buenos Aires. Es folgten die traditionellen Besuche in Montevideo und Rio de Janeiro und Einsatzfahrten nach Südargentinien. Neuer Heimathafen des Schiffes wurde Mar del Plata. 1927 folgten ähnliche Reisen und nach einer Überholung wurde der Kreuzer 1928 als Flaggschiff der neugebildeten Aufklärungsdivision zugeteilt und es fanden Verbandsübungen mit den Zerstörern Cervantes, Garay Cordoba und Catamarca statt. Zum Ende des Jahres besuchte die Buenos Aires noch Rio de Janeiro und am 16. Dezember mit dem Staatspräsidenten Dr. Hipólito Yrigoyen Montevideo.
Im April 1929 führte sie ihre letzte größere Auslandsreise nach Kuba durch und besuchte unter Admiral Juan A. Martín Havanna. Die Rückfahrt wurde mit einer Durchschnittsgeschwindigkeit von 14 Knoten durchgeführt. Am 27. Juni wurde der Kreuzer dann außer Dienst gestellt, kam aber im Dezember in Buenos Aires schon wieder in Dienst, um Anfang des Jahres 1930 nach Südargentinien zu verlegen. Der Putsch der Armee vom 6. September beendete die Versuche, dort eine von der Marine beherrschte Region zu schaffen und die Buenos Aires kehrte Ende September zum La Plata zurück. Dort wurde sie Flaggschiff der Ausbildungseinheiten der Flotte und arbeitete mit den Schulbooten M-3, M-5 und M-8 zusammen.

## Endschicksal der Buenos Aires
Am 17. Mai 1932 wurde die Buenos Aires aus der Flottenliste gestrichen und 1935 zum Abbruch verkauft.

## Schwesterschiffe
Die argentinische Buenos Aires hatte zwei Schwesterschiffe mit den chinesischen Kreuzern Hai Chi und Hai Tien. Diese hatten keinen für den Tropendienst verkleideten Stahlrumpf und keine 152-mm-6-Zoll-Geschütze, sondern eine einheitliche Batterie aus zehn 120-mm-L/45-Armstrong-Schnellfeuergeschützen. 

Hai Tien ging schon 1904 durch einen Unfall nahe Shanghai verloren. Hai Chi blieb bis zum Japanisch-Chinesischen Krieg 1937 im Dienst und wurde dann ohne viel Erfolg als Blockschiff im Jangtsekiang versenkt.

## Weitere Schiffe der Marine mit dem NamenBuenos Aires
Die nächste Buenos Aires war ein Zerstörer ähnlich der britischen G-Klasse, der am 21. September 1937 bei Vickers Armstrong in Barrow-in-Furness vom Stapel lief und am 4. April 1938, in den Dienst der Argentinischen Marine kam. Sie blieb bis 1971 im Dienst.